# 프로사우롤로푸스
프로사우롤로푸스(Prosaurolophus)는 중생대 백악기 후기, 북아메리카 대륙에서 서식했던 초식공룡이다. '조반류'-'하드로사우루스과'에 속한다. 학명의 의미는 "고대의 사우롤로푸스"이다. 전체 몸 길이는 약 8.5m, 체중은 3t로 추정된다. 화석은 캐나다 앨버타주에서 발견되었다. 4족보행을 하고, 때로는 2족보행을 했을 것으로 보인다. 눈 위에 혹이 있고, 코 끝부분을 향해 심하게 경사진 얼굴 형태를 띠고 있다.